# Louhi
För andra betydelser, se Louhi (olika betydelser).

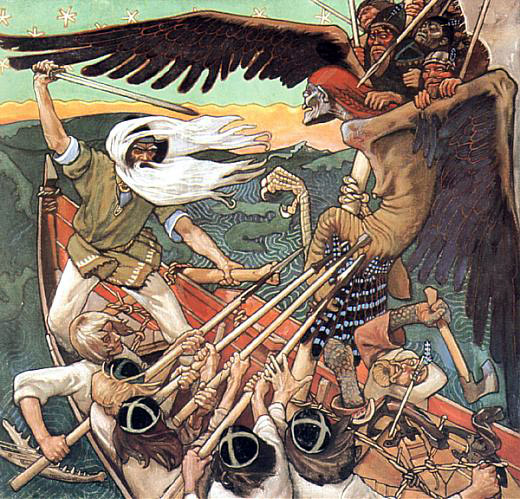
Louhi är på denna bild den bevingade flygande varelsen.

Louhi är i den finska och karelska mytologin – nationaleposet Kalevala – härskarinna över Pohjola, kylans och ondskans rike. Oftast beskrivs Louhi som en mäktig häxdrottning med förmågan att ändra skepnad och skapa starka förtrollningar. Hon är även den huvudsakliga motståndaren till Väinämöinen och hans följe i kampen om artefakten Sampo, och har ett antal vackra döttrar som Ilmarinen, Lemminkäinen och andra hjältar försöker uppvakta i olika legender. I en sådan legend berättas om hur Sampo blir tillverkad av Ilmarinen då Louhi ställt det ena än svårare kravet efter det andra för att lova bort en av sina döttrar i giftermål. Namnet Louhi är kopplat till ordet "lovi" vilket på modern finska betyder klyfta eller skreva.